# متحف سيئون
متحف سيئون بمحافظة حضرموت ، افتتح في 1983م في قصر السلطان الكثيري في سوق سيئون .

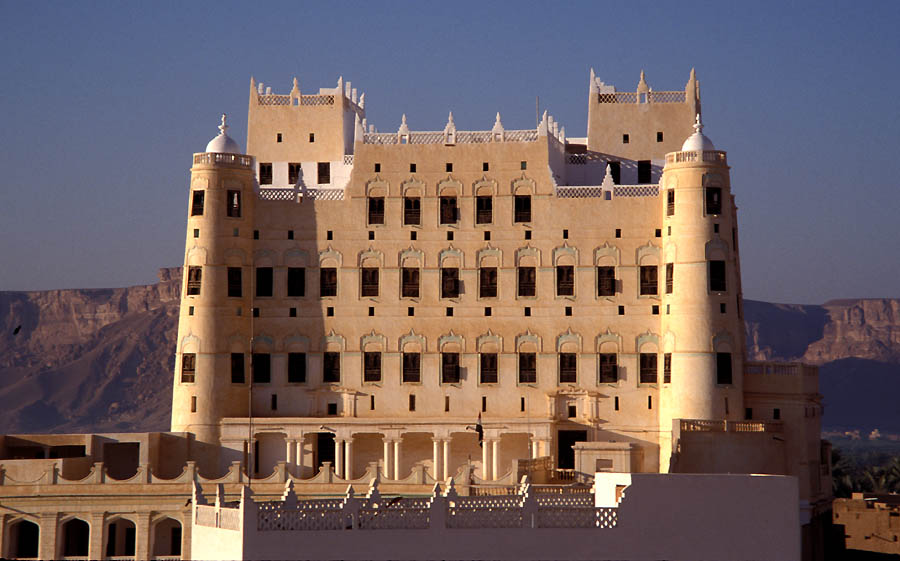
متحف سيئون في قصر السلطان الكثيري

## أقسام المتحف
تشمل قاعاته: الآثار القديمة التي جمعت من مواقع الوادي ونتائج تنقيبات موقع ريبون، إلى جانب الموروث الشعبي وقاعة الوثائق.